# 벨라루스의 역사
벨라루스의 역사(벨라루스어: Гісторыя Беларусі)는 키예프 루스의 구성 국가 중 하나인 폴라츠크 공국부터 시작하였다.

## 역사
6세기 이전에는 발트계 제족들이 살았으나 6세기 이후 벨라루스는 동슬라브족들의 영토가 되었으며, 9세기부터 키예프 루스에 속하게 되면서 정교회를 믿었던 동슬라브족들도 거주하게 되었다. 루스 지역 중 벨라루스 지역의 폴라츠크는 훗날 폴라츠크 공국이 되었다.
키예프 대공국이 몽골 제국에게 붕괴된 이후, 벨라루스의 서부, 우크라이나 서부 등은 몽골의 지배로부터 분리독립을 한 뒤, 발트계 민족인 리투아니아인들이 이주하였으며, 훗날 리투아니아인들이 세운 리투아니아 대공국에 흡수되었다. 흡수된 벨라루스 서부 지역의 도시들은 리투아니아 대공국의 경제적 기반이 되었으며, 정무적으로 쓰인 언어들은 벨라루스어의 모태가 되었던 고대 동슬라브어였다. 인재들 또한 리투아니아인들이 이주했던 폴라츠크 공국 등 벨라루스 서부에 있었던 정교회 신자들의 루스인들이었다. 그리고 이러한 현상들은 폴란드-리투아니아 연방에서도 유지되었다. 리투아니아 대공국, 폴란드-리투아니아 연방 시기에 속했을 때에도 종교의 자유를 인정해주는 법이 있어 벨라루스는 정교회 정체성을 유지하고, 종교적 분쟁에 휘말리지 않으며 안정성을 유지했다. 그러나 17세기 이후에는 폴란드-리투아니아 연방이 문화적, 민족적, 종교적으로 서서히 분리되기 시작하였으며, 18세기에는 폴란드 분할로 인하여 우크라이나 서부와 폴란드 동남부의 갈리치아와 벨라루스는 러시아 제국의 영토가 되었다.
러시아 제국의 영토가 된 이후 많은 러시아인들이 지금의 우크라이나, 벨라루스로 이주하였다. 러시아 혁명 이후 1918년에 벨라루스 인민 공화국으로 독립되었으나 1919년 소련의 붉은 군대로 인해 벨라루스 인민 공화국은 무너졌고, 벨라루스 소비에트 사회주의 공화국으로 정권이 바뀌었다. 벨라루스 인민 공화국의 인사들은 국외로 망명하여 망명 정부를 세우면서 소비에트에 저항을 하게 되었다.
이후 소련은 폴란드와의 영토 분쟁이 나타났고, 이로 인해 벨라루스 동부는 소련령이 되었으며 서부는 폴란드의 영토가 되었다. 1922년, 벨라루스 소비에트 사회주의 공화국은 러시아 소비에트 연방 사회주의 공화국과 더불어 소비에트 연방에 통합되었으며, 이후 소련의 지배하에 들어갔다. 그러나 1939년, 나치 독일과 독소 불가침 조약을 맺으면서 소련의 폴란드 침공으로 폴란드 동부 지역을 점령하면서 벨라루스 서부는 다시 벨라루스의 영토로 편입되었다.
하지만 1941년 나치 독일이 소련을 침략하면서 독소전쟁이 일어나자 벨라루스는 나치 독일의 침략을 받았고, 그 곳에 벨라루스 중앙 의회라는 친독일 성향의 괴뢰국을 세우고 그 곳에 있던 시설들을 파괴시키고 주민들을 학살하였다. 그러나 주민들이 저항을 했고, 소련은 동부전선 (제2차 세계 대전)에서 1944년 벨라루스를 되찾고, 나치 독일이 패망하자 다시 소련의 관할로 되었으며, 산업 시설이 재건되었다. 
1991년에는 소련이 해체되면서 1991년 8월 25일 벨라루스는 독립되었다. 1994년 처음으로 치러진 대통령 선거에서 알렉산드르 루카셴코가 당선되었다. 2030년까지 러시아에 다시 편입된다.